# Sue Johnston
Pour les articles homonymes, voir Johnston.
Ne doit pas être confondu avec Sue Johnston (ultra-trail).
 (octobre 2013).
Le contenu est difficilement compréhensible vu les erreurs de traduction, qui sont peut-être dues à l'utilisation d'un logiciel de traduction automatique.
Sue Johnston, née le 7 décembre 1943 à Warrington, Lancashire en Angleterre, est une actrice anglaise.

## Carrière
De 1982 à 1990, elle est apparue comme Sheila Grant dans le soap opera Brookside. Elle est apparue dans le premier spectacle épisode jamais le 2 novembre 1982 - diffusé le jour de Channel 4 a émis pour la première fois - et son dernier épisode a été diffusé en septembre 1990, lorsque le personnage a été écrit hors de la série après son divorce avec Bobby Grant (Ricky Tomlinson (en)) et re-mariage avec Billy Corkhill (John McArdle).
Depuis lors, elle est apparue dans les séries dramatiques et de films, y compris l'inspecteur Morse, Hetty Wainthropp Investigates, virtuoses, et Mon Oncle Silas. En 1992, elle a donné un tour de force de la performance dans les trois parties Drama Award remporté Goodbye Cruel World (en), dans lequel elle dépeint une femme venir à termes avec une maladie atrophie musculaire. Elle a été soutenue par Alun Armstrong et Jonny Lee Miller dans un rôle de début.
De 2000 à 2011 Sue a joué dans la série télévisée Meurtres en sommeil, dans laquelle elle joue le rôle de la psychologue Grace Foley, profileur, aux côtés de Trevor Eve. Elle est également bien connue pour son rôle de Barbara Royle dans la série comique The Family Royle, apparaissant avec son ex à l'écran mari dans Brookside, Ricky Tomlinson (en), dès le début du spectacle en septembre 1998 jusqu'à il a fini un peu plus de deux ans plus tard. Elle est également apparue dans une émission spéciale qui a été diffusée en octobre 2006.
En 2004, elle est apparue dans un épisode de la série Who Do You Think You Are ?, dans laquelle elle traçait son arbre généalogique. Elle a joué dans Jennifer Saunders la comédie dramatique Jam et Jerusalem sur BBC One, aux côtés de Joanna Lumley, Maggie Steed et David Mitchell. La première série diffusée en 2006, la deuxième série a débuté le 1er janvier 2008 et le troisième en août 2009. À la fin de 2008, elle a joué Flintwinch Affery dans l'adaptation de la BBC Little Dorrit.
En mai 2008 il a été confirmé Sue reviendrait comme Barbara Royle pour un épisode final de La Famille Royle, qui a été diffusé le jour de Noël 2008, sur BBC 1.
Le 29 décembre 2008, il était affirmé qu'elle était de reprendre son rôle de nouveau, après la BBC et Caroline Aherne avait rencontré pour discuter d'autres épisodes de La Famille Royle, et Caroline avait accepté "en principe" pour discuter d'un accord.
Elle a fait campagne au nom du Parti travailliste et a été un long temps les droits des homosexuels militant.
Elle est un partisan du Liverpool Football Club.
Malgré jouant le rôle de gros fumeur Barbara dans La Famille Royle, Johnston a donné en 1978, mais avait à la fumée de faible teneur en goudron des cigarettes, tout en jouant le rôle. Cependant, elle est maintenant complètement anti-tabac.
Johnston a été nommée OBE en 2009 occasion de l'anniversaire.
Johnston ont partagé un rôle avec Billie Piper dans l'adaptation télé de A Passionate Woman qui a été diffusée sur BBC One le 11 avril 2010.

### Vie privée
Elle a un fils de Joël, de son précédent mariage avec David Pammenter.

## Filmographie

### Cinéma
- 1992 : Goodbye Cruel World : Barbara Grade
- 1996 : Into the Fire : Lyn
- 1996 : Les Virtuoses : Vera
- 1997 : Face : Alice
- 1997 : Preaching to the Perverted : Esmeralda
- 1999 : Sex, Chips and Rock n' Roll : Irma
- 2000 : Un été pour tout vivre : Mrs. Fisher
- 2001 : My Uncle Silas : Mrs. Betts
- 2005 : Imagine Me and You : Ella
- 2008 : La Petite Dorrit : Affery / Affery Flintwinch
- 2011 : Sitcom Does... : Elle-même
- 2016 : Golden Years : Nancy
- 2018 : Walk Like a Panther
- 2025 : Downton Abbey 3 de Simon Curtis

### Courts-métrages
- 2010 : Dear Mr Hicks
- 2014 : Caring for the Recently Deceased

### Télévision

#### Séries télévisées
- 1982-1989 : Brookside : Sheila Grant
- 1982-2014 : Coronation Street : Gloria Price / Mrs. Chadwick
- 1987 : 3-2-1 : Elle-même - Invité Contestant
- 1989 : The Media Show : Elle-même
- 1990 : That's Showbusiness : Elle-même - Panelist
- 1992 : In Suspicious Circumstances : Edith Rosse
- 1992 : Inspecteur Frost : Phyllis Bowman
- 1992 : Inspecteur Morse : Mrs. Bailey
- 1992 : Screenplay : Miriam Johnson
- 1992-1995 : Medics : Ruth Parry, administrator / Ruth Parry
- 1993 : Full Stretch : Grace Robbins
- 1993 : Luv : Terese Craven
- 1994 : Fantasy Football League : Elle-même - Invité Manager
- 1994 : Performance : Mistress Overdone
- 1996 : Hetty Wainthropp Investigates : Helga Allowby
- 1997 : Crime Traveller : Detective Chief Inspector Kate Grisham
- 1998 : Duck Patrol : Val Rutland
- 1998 : Soupçons : Maeve Brunos
- 1998 : Verdict : Hazel De Vere Q.C.
- 1998-2000 : This Is Your Life : Elle-même
- 1998-2012 : The Royle Family : Barbara Royle
- 1999 : Finest Hour : Narrator (Voix)
- 1999 : Omnibus : Elle-même - Narrator
- 2000-2011 : Loose Women : Elle-même
- 2000-2011 : Meurtres en sommeil : Dr. Grace Foley
- 2001 : The Big Breakfast : Elle-même
- 2002 : Top Ten : Elle-même
- 2003 : Richard & Judy : Elle-même
- 2003 : V Graham Norton : Elle-même
- 2003-2004 : GMTV : Elle-même
- 2003-2010 : This Morning : Elle-même
- 2004 : Cutting It : Caroline Ferraday
- 2004 : Hell's Kitchen : Elle-même
- 2004 : Who Do You Think You Are? : elle-même
- 2005-2007 : The Paul O'Grady Show : elle-même
- 2006 : Soapstar Superstar : Elle-même - Audience Member
- 2006 : The Street : Brenda McDermott
- 2006-2009 : Clatterford : Sal Vine
- 2007 : Horizon : Elle-même - Narrator
- 2008 : A Taste of My Life : Elle-même
- 2008 : Richard & Judy's New Position : Elle-même
- 2008-2013 : Strictly Come Dancing : Elle-même - Audience Member
- 2008-2017 : The One Show : Elle-même - Invité / Elle-même
- 2009-2010 : Breakfast : Elle-même - Actress / Elle-même
- 2010 : A Passionate Woman : Betty / Betty - 1980s
- 2011 : Sugartown : Margery
- 2012 : Gates : Miss Hunter
- 2013 : Being Eileen : Eileen Lewis
- 2014-2015 : Downton Abbey : Miss Denker
- 2016 : CBeebies Bedtime Story : Elle-même - Storyteller
- 2016 : Rovers : Doreen
- 2016 : The Extraordinary Collector : Elle-même - Narrator
- 2016 : Timeshift : Elle-même - Narrator
- 2018 : Age Before Beauty : Ivy-Rae
- 2018 : Hold the Sunset : Joan
- 2019 : Prepper : Sylvia

#### Téléfilms
- 1998 : Storm Over 4 : Elle-même
- 1998 : The Things You Do for Love: Against the Odds : Pat Phoenix
- 1999 : The Unseen Royals : Narrator (Voix)
- 2001 : Score : Maggie
- 2002 : Happy Together : Val
- 2002 : Thalidomide: Life at 40 : Narrator
- 2002 : The Virgin Mary : Elle-même - Présentateur
- 2002 : There's Only One Paul McCartney : Elle-même
- 2006 : Sport Relief 2006 : Elle-même
- 2009 : The Turn of the Screw : Sarah Grose
- 2009 : Tourettes: I Swear I Can't Help It : Elle-même - Narrator
- 2009 : Watching the Dead : Elle-même - Waking the Dead
- 2010 : Sue Johnston's Shangri La : Elle-même
- 2010 : The 100 Greatest World Cup Moments of All Time! : Elle-même
- 2010 : The Royle Family Portraits : Elle-même
- 2010 : The Royle Family: Behind the Sofa : Elle-même / Barbara Royle
- 2011 : Lapland : Eileen Lewis
- 2011 : The Big Flutter: The Grand National on Film : Elle-même - Narrator (voix)
- 2014 : Coronation Street: A Moving Story : Elle-même - Narrator (voix)
- 2014 : Match of the Day at 50 : elle-même
- 2014 : Text Santa 2014 : Miss Denker
- 2015 : The Nation's Favourite Beatles Number One : elle-même
- 2016 : World Cup 1966: Alfie's Boys : elle-même
- 2017 : Diana and the Paparazzi : Narrator
- 2017 : Shannon Matthews: The Mother's Story : elle-même - Narrator (voix)
- 2017 : Shannon Matthews: What Happened Next : elle-même - Narrator (voix)
- 2018 : Death on the Tyne : Colleen

## Voix françaises
- Denise Metmer dans La Petite Dorrit (mini-série)
- Régine Blaëss dans Downton Abbey (série télévisée)
- Frédérique Cantrel dans Downton Abbey 2 : Une nouvelle ère
- Cathy Cerdà dans Témoin numéro 3 (sv) (série télévisée)